# Нанси Картрайт
Нанси Джийн Картрайт (на английски: Nancy Jean Cartwright) (родена на 25 октомври 1957 г.) е американска актриса, озвучаващ артистка и комичка.
Известна е с ролята си на Барт Симпсън в анимационния сериал „Семейство Симпсън“, в който озвучава и други персонажи като Нелсън Мънц, Ралф Уигъм и Киърни. Ходи на уроци по озвучаване при Доус Бътлър в началото на кариерата си.
Измежду другите анимационни сериали, в които озвучава, са „Ричи Рич“. „Малкото пони“, „Дребосъчетата“, „Аниманиаци“, „Пинки, Елмайра и Брейн“, „Майк, Лу и Ог“, „Ким Суперплюс“, „Порасналите дребосъчета“ и „Смяна“.

## Избрана филмография
- Зоната на здрача: Филмът (1983)
- Бар Наздраве (1985)
- Приключенията на Чипмънкс (1987)
- Кучешкия двор и легендата за голямата лапа (1988)
- Кой натопи Заека Роджър (1988)
- Малката русалка (1989)
- Годзила (1998)
- Желанието на Уако (1999)
- Дребосъчетата се развихрят (2003)
- Лерой и Стич (2006)
- 24 (2007)
- Семейство Симпсън: Филмът (2007)